# Josep Pauló
Josep Pauló (Reus, 1733 - París, 1786) va ser un diplomàtic català.
Comerciant d'ofici, cosa que li va donar coneixement de les ciutats europees de l'època, es vinculà a la carrera diplomàtica quan va ser nomenat cònsol d'Espanya a Le Havre el 1763. Cònsol també a Trieste el 1770, va ser enviat a París el 1785 per ordre del rei Carles III com a agent general d'Espanya i comissari ordenador de guerra. Va morir en aquella ciutat l'any següent. Va deixar manuscrit un opuscle amb el títol «Observaciones sobre el comercio».